# László Szollás
László Szollás (ur. 13 listopada 1907 w Budapeszcie, zm. 4 października 1980 tamże) – węgierski łyżwiarz figurowy pochodzenia żydowskiego, dwukrotny medalista olimpijski, wielokrotny mistrz świata, Europy i Węgier. Jego partnerką na lodzie była Emília Rotter, z którą zdobył pierwszy dla Węgier medal na zimowych igrzyskach olimpijskich.

## Życiorys
Wraz z Rotter stworzyli jedną z najlepszych węgierskich par łyżwiarskich. Byli wicemistrzami Europy w 1930 i 1931 roku, ponadto w 1931 roku zdobyli w Berlinie pierwszy tytuł mistrzów świata. W 1932 roku nie udało im się zdobyć żadnego międzynarodowego mistrzostwa, kończąc mistrzostwa świata na drugim i igrzyska olimpijskie na trzecim miejscu. Zdobyli jednak dla Węgier pierwszy medal zimowych igrzysk olimpijskich, ponadto na igrzyskach w Lake Placid był chorążym reprezentacji Węgier podczas ceremonii otwarcia igrzysk.
Najlepszym okresem dla pary węgierskiej były jednak lata 1933-1935, kiedy zdobyli trzy mistrzostwa świata i mistrzostwo Europy (1934), jednak znowu nie udało im się zdobyć złota olimpijskiego w 1936, ponownie kończąc zawody na trzecim miejscu. Po tym sezonie zakończyli oni wspólne starty na arenie międzynarodowej.
Byli sześciokrotnymi mistrzami Węgier.
Szollás walczył z Niemcami na froncie wschodnim podczas II wojny światowej. Po wojnie powrócił na Węgry i pracował w Budapeszcie jako lekarz sportowy.
Szollás został przyjęty do Jewish Sports Hall of Fame.